# Diocesi di Dungu-Doruma
La diocesi di Dungu-Doruma (in latino Dioecesis Dunguensis-Dorumaënsis) è una sede della Chiesa cattolica nella Repubblica Democratica del Congo suffraganea dell'arcidiocesi di Kisangani. Nel 2023 contava 401.201 battezzati su 703.857 abitanti. È retta dal vescovo Emile Mushosho Matabaro.

## Territorio
La diocesi comprende la parte settentrionale della provincia dell'Alto Uele e parte del territorio di Poko nella provincia del Basso Uele, nella Repubblica Democratica del Congo.
Sede vescovile è la città di Dungu, dove si trova la cattedrale dei Santi Martiri dell'Uganda. A Doruma sorge l'ex cattedrale di San Vincenzo Ferreri.
Il territorio si estende su circa 44.000 km² ed è suddiviso in 11 parrocchie.

## Storia
La prefettura apostolica di Doruma fu eretta il 24 febbraio 1958 con la bolla Qui cotidie di papa Pio XII, ricavandone il territorio dal vicariato apostolico di Niangara (oggi diocesi di Isiro-Niangara).
Il 26 settembre 1967 la prefettura apostolica fu elevata a diocesi con la bolla Haud multum di papa Paolo VI.
Il 3 luglio 1970 assunse il nome di «diocesi di Doruma-Dungu» in forza del decreto Cum Excellentissimus della Congregazione per l'evangelizzazione dei popoli, in seguito al trasferimento della sede vescovile da Doruma a Dungu.
L'8 novembre 2023 ha assunto il nome attuale.

## Cronotassi dei vescovi
Si omettono i periodi di sede vacante non superiori ai 2 anni o non storicamente accertati.
- Guillaume van den Elzen, O.S.A. † (13 novembre 1958 - 7 maggio 1983 dimesso)
- Emile Aiti Waro Leru'a † (7 maggio 1983 succeduto - 25 settembre 1989 nominato vescovo di Isiro-Niangara)
  - Sede vacante (1989-1994)
- Richard Domba Mady † (14 marzo 1994 - 3 luglio 2021 deceduto)
- Emile Mushosho Matabaro, dal 24 ottobre 2022[3]

## Statistiche
La diocesi nel 2023 su una popolazione di 703.857 persone contava 401.201 battezzati, corrispondenti al 57,0% del totale.
| anno | popolazione | popolazione | popolazione | presbiteri | presbiteri | presbiteri | presbiteri                | diaconi | religiosi | religiosi | parrocchie |
| anno | battezzati  | totale      | %           | numero     | secolari   | regolari   | battezzati per presbitero | diaconi | uomini    | donne     | parrocchie |
| ---- | ----------- | ----------- | ----------- | ---------- | ---------- | ---------- | ------------------------- | ------- | --------- | --------- | ---------- |
| 1969 | 55.000      | 260.000     | 21,2        | 30         | 4          | 26         | 1.833                     |         | 34        | 23        | 1          |
| 1980 | 84.000      | 340.000     | 24,7        | 33         | 4          | 29         | 2.545                     |         | 93        | 45        | 22         |
| 1990 | 226.241     | 371.400     | 60,9        | 34         | 9          | 25         | 6.654                     |         | 65        | 59        | 17         |
| 1995 | 105.000     | 200.000     | 52,5        | 31         | 16         | 15         | 3.387                     |         | 62        | 35        | 10         |
| 2003 | 105.000     | 200.000     | 52,5        | 40         | 24         | 16         | 2.625                     |         | 37        | 29        | 11         |
| 2004 | 105.000     | 200.000     | 52,5        | 40         | 24         | 16         | 2.625                     |         | 37        | 29        | 11         |
| 2006 | 362.743     | 492.000     | 73,7        | 39         | 24         | 15         | 9.301                     |         | 53        | 33        | 11         |
| 2013 | 470.000     | 639.000     | 73,6        | 56         | 31         | 25         | 8.392                     |         | 77        | 49        | 11         |
| 2016 | 507.832     | 690.816     | 73,5        | 69         | 39         | 30         | 7.359                     |         | 66        | 40        | 11         |
| 2019 | 556.000     | 757.200     | 73,4        | 66         | 35         | 31         | 8.424                     |         | 69        | 28        | 11         |
| 2021 | 592.160     | 806.435     | 73,4        | 73         | 36         | 37         | 8.111                     |         | 78        | 39        | 11         |
| 2023 | 401.201     | 703.857     | 57,0        | 51         | 37         | 14         | 7.866                     |         | 49        | 32        | 11         |